# دونالد لابوينت
دونالد لابوينت هو عالم عقيدة كندي، ولد في 25 سبتمبر 1936.